# Jamaica az 1996. évi nyári olimpiai játékokon
Jamaica az egyesült államokbeli Atlantában megrendezett 1996. évi nyári olimpiai játékok egyik részt vevő nemzete volt. Az országot az olimpián 5 sportágban 46 sportoló képviselte, akik összesen 6 érmet szereztek.

## Érmesek
| Érem  | Versenyző                                                                                   | Sportág  | Versenyszám           |
| ----- | ------------------------------------------------------------------------------------------- | -------- | --------------------- |
| Arany | Deon Hemmings                                                                               | Atlétika | Női 400 m gát         |
| Ezüst | James Beckford                                                                              | Atlétika | Férfi távolugrás      |
| Ezüst | Merlene Ottey                                                                               | Atlétika | Női 100 m             |
| Ezüst | Merlene Ottey                                                                               | Atlétika | Női 200 m             |
| Bronz | Michael McDonald Roxbert Martin Greg Haughton Davian Clarke Dennis Blake Garth Robinson     | Atlétika | Férfi 4 × 400 m váltó |
| Bronz | Michelle Freeman Juliet Cuthbert Nikole Mitchell Merlene Ottey Andria Lloyd Gillian Russell | Atlétika | Női 4 × 100 m váltó   |

## Asztalitenisz
Férfi
| Versenyző                    | Versenyszám | Csoportkör | Csoportkör | Nyolcaddöntő      | Negyeddöntő       | Elődöntő          | Döntő             | Helyezés |
| Versenyző                    | Versenyszám | Ellenfél Eredmény | Hely.      | Ellenfél Eredmény | Ellenfél Eredmény | Ellenfél Eredmény | Ellenfél Eredmény | Helyezés |
| ---------------------------- | ----------- | --- | ---------- | ----------------- | ----------------- | ----------------- | ----------------- | -------- |
| Michael Hyatt                | Egyes       | N csoport · Ju Namgju (Yu Nam-gyu) (KOR) · 0:2 · I Gunszang (PRK) · 0:2 · Aleksandar Karakašević (SCG) · 0:2                                                                                                | 4.         | kiesett           | kiesett           | kiesett           | kiesett           | 49.      |
| Stephen Hylton               | Egyes       | H csoport · Uladzimir Szamszonav (BLR) · 0:2 · Andrej Mazunov (RUS) · 0:2 · Carl Prean (GBR) · 0:2 | 4.         | kiesett           | kiesett           | kiesett           | kiesett           | 49.      |
| Michael Hyatt Stephen Hylton | Páros       | D csoport · Franciaország (FRA) · Damien Éloi · Jean-Philippe Gatien · 0:2 · Hongkong (HKG) · Chan Kong Wah · Lou Chűn-szung (Lo Chuen Tsung) · 0:2 · Észak-Korea (PRK) · Cshö Gjongszob · I Gunszang · 0:2 | 4.         |                   | kiesett           | kiesett           | kiesett           | 25.      |

## Atlétika
Férfi
| Versenyző                                                                               | Versenyszám     | Előfutam      | Előfutam      | Előfutam      | Negyeddöntő | Negyeddöntő | Negyeddöntő | Elődöntő | Elődöntő | Elődöntő | Döntő   | Döntő    |
| Versenyző                                                                               | Versenyszám     | Idő           | Hely.         | Össz.         | Idő         | Hely.       | Össz.       | Idő      | Hely.    | Össz.    | Idő     | Helyezés |
| --------------------------------------------------------------------------------------- | --------------- | ------------- | ------------- | ------------- | ----------- | ----------- | ----------- | -------- | -------- | -------- | ------- | -------- |
| Michael Green                                                                           | 100 m           | 10,16         | 1.            | 6.            | 10,11       | 2.          | 8.          | 10,11    | 4.       | 8.       | 10,16   | 7.       |
| Ray Stewart                                                                             | 100 m           | 10,38         | 5.            | 35.*          | 10,18       | 4.          | 12.*        | kiesett  | kiesett  | kiesett  | kiesett | kiesett  |
| Leon Gordon                                                                             | 100 m           | 10,48         | 4.            | 49.***        | kiesett     | kiesett     | kiesett     | kiesett  | kiesett  | kiesett  | kiesett | kiesett  |
| Percy Spencer                                                                           | 200 m           | 20,73         | 3.            | 26.*          | 20,59       | 5.          | 16.**       | kiesett  | kiesett  | kiesett  | kiesett | kiesett  |
| Elston Cawley                                                                           | 200 m           | 20,73         | 3.            | 26.*          | 20,75       | 7.          | 27.         | kiesett  | kiesett  | kiesett  | kiesett | kiesett  |
| Roxbert Martin                                                                          | 400 m           | 46,01         | 4.            | 28.           | 44,74       | 2.          | 3.          | 44,81    | 2.       | 3.       | 44,83   | 6.       |
| Davian Clarke                                                                           | 400 m           | 45,54         | 1.            | 10.           | 44,98       | 2.          | 8.          | 44,87    | 2.       | 5.       | 44,99   | 7.       |
| Michael McDonald                                                                        | 400 m           | 45,50         | 3.            | 9.            | 45,26       | 3.          | 14.**       | 45,48    | 7.       | 12.      | kiesett | kiesett  |
| Alex Morgan                                                                             | 800 m           | 1:47,40       | 4.            | 28.           |             |             |             | kiesett  | kiesett  | kiesett  | kiesett | kiesett  |
| Clive Terrelonge                                                                        | 800 m           | 1:48,29       | 6.            | 37.*          |             |             |             | kiesett  | kiesett  | kiesett  | kiesett | kiesett  |
| Nils Antonio                                                                            | Maraton         |               |               |               |             |             |             |          |          |          | 2:44:10 | 104.     |
| Robert Foster                                                                           | 110 m gát       | 13,58         | 3.            | 14.           | 13,51       | 2.          | 12.*        | 13,49    | 6.       | 10.      | kiesett | kiesett  |
| Neil Gardner                                                                            | 400 m gát       | 48,59         | 4.            | 6.            |             |             |             | 48,30    | 5.       | 7.       | kiesett | kiesett  |
| Dinsdale Morgan                                                                         | 400 m gát       | 49,16         | 4.            | 17.           |             |             |             | kiesett  | kiesett  | kiesett  | kiesett | kiesett  |
| Winthrop Graham                                                                         | 400 m gát       | nem ért célba | nem ért célba | nem ért célba |             |             |             | kiesett  | kiesett  | kiesett  | kiesett | kiesett  |
| Leon Gordon Michael Green Percy Spencer Ray Stewart                                     | 4 × 100 m váltó | 39,21         | 1.            | 11.           |             |             |             | kizárták | kizárták | kizárták | kiesett | kiesett  |
| Michael McDonald Roxbert Martin Greg Haughton Davian Clarke Dennis Blake Garth Robinson | 4 × 400 m váltó | 3:02,81       | 1.            | 8.            |             |             |             | 2:58,42  | 2.       | 2.       | 2:59,42 |          |

| Versenyző      | Versenyszám | Selejtező | Selejtező | Döntő    | Döntő    |
| Versenyző      | Versenyszám | Eredmény  | Helyezés  | Eredmény | Helyezés |
| -------------- | ----------- | --------- | --------- | -------- | -------- |
| James Beckford | Távolugrás  | 802 cm    | 10.*      | 829 cm   |          |

Női
| Versenyző                                                                                   | Versenyszám     | Előfutam | Előfutam | Előfutam | Negyeddöntő | Negyeddöntő | Negyeddöntő | Elődöntő | Elődöntő | Elődöntő | Döntő   | Döntő    |
| Versenyző                                                                                   | Versenyszám     | Idő      | Hely.    | Össz.    | Idő         | Hely.       | Össz.       | Idő      | Hely.    | Össz.    | Idő     | Helyezés |
| ------------------------------------------------------------------------------------------- | --------------- | -------- | -------- | -------- | ----------- | ----------- | ----------- | -------- | -------- | -------- | ------- | -------- |
| Beverly McDonald                                                                            | 200 m           | 23,04    | 3.       | 14.      | kiesett     | kiesett     | kiesett     | kiesett  | kiesett  | kiesett  | kiesett | kiesett  |
| Beverly McDonald                                                                            | 100 m           | 12,08    | 7.       | 49.      | kiesett     | kiesett     | kiesett     | kiesett  | kiesett  | kiesett  | kiesett | kiesett  |
| Juliet Cuthbert                                                                             | 100 m           | 11,06    | 1.       | 3.       | 11,20       | 1.          | 9.          | 11,07    | 5.       | 6.**     | kiesett | kiesett  |
| Merlene Ottey                                                                               | 100 m           | 11,13    | 1.       | 6.       | 11,02       | 1.          | 3.          | 10,93    | 1.       | 1.       | 10,94   |          |
| Merlene Ottey                                                                               | 200 m           | 22,92    | 1.       | 10.      | 22,61       | 1.          | 6.          | 22,08    | 1.       | 2.       | 22,24   |          |
| Juliet Cuthbert                                                                             | 200 m           | 23,03    | 1.       | 13.      | 22,62       | 2.          | 7.          | 22,24    | 3.       | 4.       | 22,60   | 7.       |
| Sandie Richards                                                                             | 400 m           | 51,79    | 2.       | 10.      | 51,22       | 3.          | 11.         | 50,74    | 3.       | 7.       | 50,45   | 7.       |
| Merlene Frazer                                                                              | 400 m           | 52,20    | 3.       | 19.*     | 51,57       | 4.          | 18.         | 51,18    | 7.       | 12.      | kiesett | kiesett  |
| Juliet Campbell                                                                             | 400 m           | 51,57    | 2.       | 6.       | 51,17       | 3.          | 10.         | 51,65    | 8.       | 16.      | kiesett | kiesett  |
| Inez Turner                                                                                 | 800 m           | 2:01,48  | 5.       | 21.      |             |             |             | kiesett  | kiesett  | kiesett  | kiesett | kiesett  |
| Dionne Rose                                                                                 | 100 m gát       | 12,81    | 2.       | 5.       | 12,76       | 2.          | 6.          | 12,64    | 4.       | 6.       | 12,74   | 5.       |
| Michelle Freeman                                                                            | 100 m gát       | 12,76    | 1.       | 4.       | 12,57       | 1.          | 2.          | 12,61    | 1.       | 3.       | 12,76   | 6.       |
| Gillian Russell                                                                             | 100 m gát       | 12,85    | 2.       | 7.       | 12,78       | 5.          | 8.*         | kiesett  | kiesett  | kiesett  | kiesett | kiesett  |
| Deon Hemmings                                                                               | 400 m gát       | 54,70    | 1.       | 1.       |             |             |             | 52,99    | 1.       | 1.       | 52,82   |          |
| Debbie-Ann Parris                                                                           | 400 m gát       | 55,64    | 3.       | 11.*     |             |             |             | 54,72    | 4.       | 8.       | 53,97   | 4.       |
| Catherine Pomales-Scott                                                                     | 400 m gát       | 56,21    | 5.       | 19.*     |             |             |             | kiesett  | kiesett  | kiesett  | kiesett | kiesett  |
| Michelle Freeman Juliet Cuthbert Nikole Mitchell Merlene Ottey Andria Lloyd Gillian Russell | 4 × 100 m váltó | 43,36    | 1.       | 5.       |             |             |             |          |          |          | 42,24   |          |
| Merlene Frazer Sandie Richards Juliet Campbell Deon Hemmings Tracey Ann Barnes Inez Turner  | 4 × 400 m váltó | 3:25,33  | 4.       | 13.      |             |             |             |          |          |          | 3:21,69 | 4.       |

| Versenyző             | Versenyszám | Selejtező             | Selejtező             | Döntő    | Döntő    |
| Versenyző             | Versenyszám | Eredmény              | Helyezés              | Eredmény | Helyezés |
| --------------------- | ----------- | --------------------- | --------------------- | -------- | -------- |
| Diane Guthrie-Gresham | Távolugrás  | 627 cm                | 25.                   | kiesett  | kiesett  |
| Lacena Golding-Clarke | Távolugrás  | érvényes ugrás nélkül | érvényes ugrás nélkül | kiesett  | kiesett  |
| Suzette Lee           | Hármasugrás | 13,65 m               | 19.                   | kiesett  | kiesett  |

| Versenyző             | Versenyszám | 100 m gát | 100 m gát | Magasugrás | Magasugrás | Súlylökés | Súlylökés | 200 m | 200 m | Távolugrás | Távolugrás | Gerelyhajítás | Gerelyhajítás | 800 m   | 800 m | Végeredmény | Végeredmény |
| Versenyző             | Versenyszám | Idő       | Pont      | Eredmény   | Pont       | Eredmény  | Pont      | Idő   | Pont  | Eredmény   | Pont       | Eredmény      | Pont          | Idő     | Pont  | Pont        | Helyezés    |
| --------------------- | ----------- | --------- | --------- | ---------- | ---------- | --------- | --------- | ----- | ----- | ---------- | ---------- | ------------- | ------------- | ------- | ----- | ----------- | ----------- |
| Diane Guthrie-Gresham | Hétpróba    | 14,17     | 954       | 180 cm     | 978        | 12,88 m   | 719       | 25,12 | 876   | 657 cm     | 1030       | 40,32 m       | 673           | 2:17,55 | 857   | 6087        | 16.         |

* - egy másik versenyzővel azonos eredményt ért el

** - két másik versenyzővel azonos eredményt ért el

*** - három másik versenyzővel azonos eredményt ért el

## Ökölvívás
| Versenyző       | Versenyszám   | Selejtező                       | Nyolcaddöntő      | Negyeddöntő       | Elődöntő          | Döntő             | Helyezés |
| Versenyző       | Versenyszám   | Ellenfél Eredmény               | Ellenfél Eredmény | Ellenfél Eredmény | Ellenfél Eredmény | Ellenfél Eredmény | Helyezés |
| --------------- | ------------- | ------------------------------- | ----------------- | ----------------- | ----------------- | ----------------- | -------- |
| Tyson Gray      | Pehelysúly    | Pablo Chacón (ARG) · 5–6        | kiesett           | kiesett           | kiesett           | kiesett           | 17.      |
| Sean Black      | Nagyváltósúly | Jørn Johnson (NOR) · 7–13       | kiesett           | kiesett           | kiesett           | kiesett           | 17.      |
| Rowan Donaldson | Középsúly     | Alekszandr Lebzjak (RUS) · 4–20 | kiesett           | kiesett           | kiesett           | kiesett           | 17.      |

## Úszás
Férfi
| Versenyző  | Versenyszám | Előfutam | Előfutam | Előfutam | Döntő   | Döntő   | Döntő   | Helyezés |
| Versenyző  | Versenyszám | Idő      | Hely.    | Össz.    | Típus   | Idő     | Hely.   | Helyezés |
| ---------- | ----------- | -------- | -------- | -------- | ------- | ------- | ------- | -------- |
| Sion Brinn | 50 m gyors  | 23,35    | 1.       | 29.      | kiesett | kiesett | kiesett | kiesett  |
| Sion Brinn | 100 m gyors | 50,38    | 1.       | 17.*     | B       | 50,09   | 4.      | 12.      |

## Vitorlázás
Férfi
| Versenyző                         | Versenyszám    | Futam | Futam | Futam | Futam | Futam | Futam | Futam | Futam | Futam | Futam | Futam | Pontszám | Helyezés |
| Versenyző                         | Versenyszám    | 1     | 2     | 3     | 4     | 5     | 6     | 7     | 8     | 9     | 10    | 11    | Pontszám | Helyezés |
| --------------------------------- | -------------- | ----- | ----- | ----- | ----- | ----- | ----- | ----- | ----- | ----- | ----- | ----- | -------- | -------- |
| Andrew Gooding Joseph Stockhausen | 470-es osztály | 27    | 33    | (34)  | (34)  | 33    | 18    | 33    | 30    | 32    | 34    | 27    | 267,0    | 33.      |